# Samarie (ville)
Pour les articles homonymes, voir Samarie (homonymie).
Samarie (en hébreu שומרון « Shomron », en arabe السامرة « As-samera », ) est une ancienne ville de la Terre d'Israël, capitale historique du royaume d'Israël (du Xe au VIIIe siècle av. J.-C.). L'ancienne cité se trouve aujourd'hui en Cisjordanie occupée, sur une colline près du village palestinien moderne de Sebastia, qui a conservé son nom romain.

## Présentation
C'était la capitale du royaume d'Israël aux  IXe siècle et VIIIe siècle av. J.-C. Les ruines de la cité sont situées dans les montagnes de Samarie, en Cisjordanie, dans le territoire gouverné par l'Autorité palestinienne, à quelques kilomètres de Naplouse.
La ville occupe une position stratégique dans la contrée des collines à l'ouest du fleuve Jourdain. Elle dispose d'un bon accès dans toutes les directions et proche de l'antique sanctuaire sacré de Shechem à Naplouse.
Selon la Bible, elle a été fondée par Omri, roi d'Israël, vers 876 av. J.-C.  La cité devint la capitale du Royaume du Nord jusqu'à l'invasion des Assyriens. Elle a été détruite par le roi assyrien Sargon II lors de la chute du royaume d'Israël en 722 av. J.-C.. La plupart des Israëlites furent déportés et ils furent remplacés par des non juifs, selon le second livre des Rois. On en voit encore les ruines des murailles, du palais royal, d'habitations et d'entrepôts.
On y a aussi retrouvé des ostraca, témoignages précieux de l'écriture israélite du IXe siècle av. J.-C.
La ville est reconstruite un peu plus tard et est active aux périodes assyrienne, babylonienne, perse et hellénistique. Elle est assiégée et détruite par Jean Hyrcan Ier au IIe siècle av. J.-C.
Puis, vers 30 av. J.-C., Hérode Ier le Grand fait reconstruire la ville sous le nom de Sébaste (Auguste en grec), dont les ruines, ainsi que celles de la ville biblique, sont encore visibles.
Le village voisin porte toujours le nom de Sebastia (arabe : سبسطية).

## Galerie

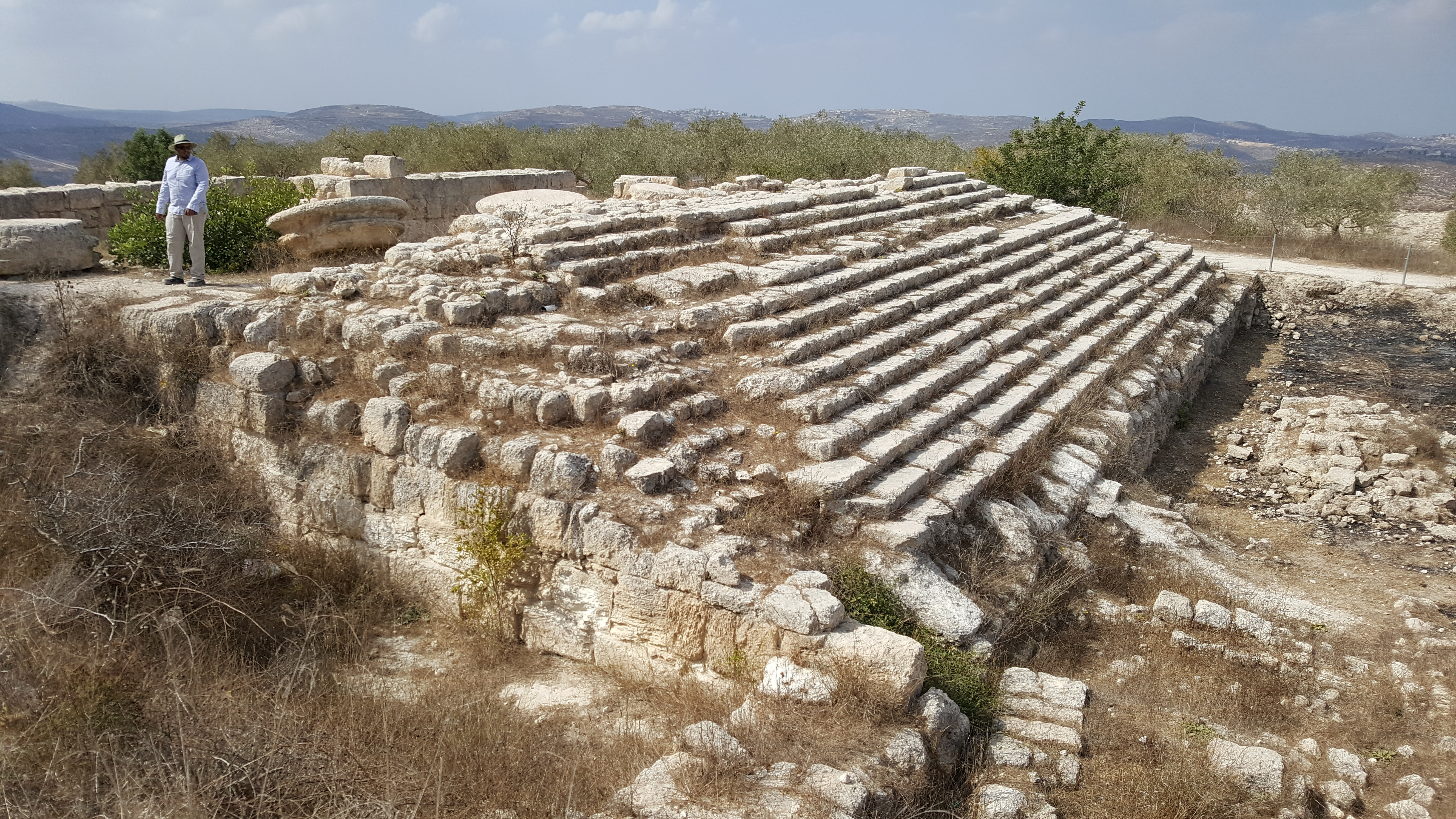
Bases de l'augusteum de Samarie.
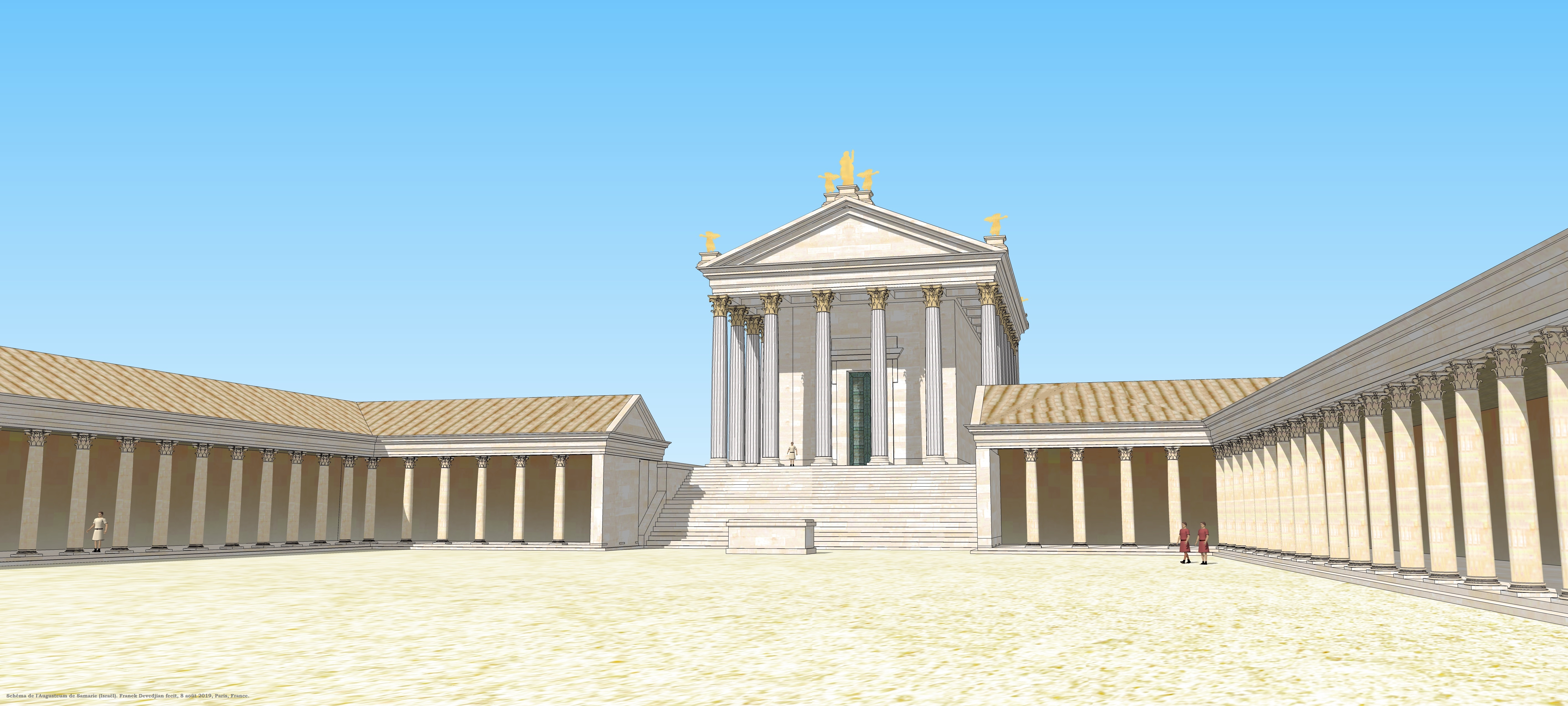
Restitution de l'Augusteum (ou Sebasteion) de Samarie.